# Patrik Čarnota
Patrik Čarnota (* 10. Oktober 1986 in Stará Ľubovňa) ist ein slowakischer Fußballspieler.

## Vereinskarriere
Čarnota spielte in der Jugend beim MFK Goral Stará Ľubovňa und 1. FC Tatran Prešov. Er spielte eine Saison beim polnischen Drittligisten KS Glinik/Karpatia Gorlice. Čarnota spielte dann zweieinhalb Jahre mit seinem älteren Bruder Ján beim slowakischen Zweitligisten MFK Dolný Kubín. Im Juni 2010 wechselte er zusammen mit seinem Bruder zum FC Spartak Trnava, wo er einen Zwei-Jahres-Vertrag bekam.